# Jiří Adamíra
Jiří Adamíra (ur. 2 kwietnia 1926 w Dobrovicy, zm. 14 sierpnia 1993 w Pradze) – czeski aktor filmowy i telewizyjny.
Za postać Bedřicha Brenskiego w telewizyjnej adaptacji noweli Modlitba pro Kateřinu Horowitzovou (1965) został laureatem państwowej nagrody im. Klementa Gottwalda.
Pracował również w dubbingu.

## Filmografia (wybór)
- ... a pátý jezdec je Strach
- Jeden z nich je vrah
- Podezření
- Modlitba pro Kateřinu Horowitzovou
- Příběh lásky a cti
- Božská Ema
- Nevěsta k zulíbání
- Oldřich a Božena
- Hra v oblacích
- Lev s bílou hřívou
- Poločas štěstí
- Stíhán a podezřelý
- Trzydzieści przypadków majora Zemana
- Dobrodružství kriminalistiky